# Romcereal
Romcereal a fost monopolul de stat din România care s-a ocupat cu depozitarea cerealelor până în 1995-1996, când Romcereal a fost divizată în Comcereal și Agenția Națională a Produselor Agricole (ANPA).
Unitățile de tip Comcereal au fost privatizate, în timp ce ANPA urma să rămână o unitate de stat.
La presiunile Uniunii Europene, ANPA s-a transformat ulterior în unități de tip Cerealcom care au fost și ele scoase la vânzare.